# Escuela de la Abadía de Melk
La Escuela de la Abadía de Melk (en alemán Stiftsgymnasium Melk) es un renombrado colegio de educación secundaria (Gymnasium) en Melk, Austria. Se encuentra dentro y está gestionado por la Abadía de Melk, un monasterio benedictino. Fundado en el siglo XII como escuela monástica, es también la escuela abierta operada de forma continua más antigua de Austria.

## Exalumnos
- Lambert de Sayve (1549-1614), compositor
- Jacobus Gallus Carniolus (1550-1591), compositor
- Johann Georg Albrechtsberger (1736-1809), compositor y teórico
- Carl Zeller (1842-1898), jurista y concejal
- Adolf Loos (1870-1933), arquitecto
- Albert Paris Gütersloh (1887-1973), pintor y escritor
- Leopold Vietoris (1891-2002), matemático
- Franz König (1905-2004), Arzobispo de Viena y Cardenal Católico
- Wilhelm Beiglböck (1905-1963), médico y criminal de guerra